# ケリー・キング
ケリー・キング（英語: Kerry Ray King, 1964年6月3日 - ）は、アメリカ合衆国のミュージシャン、スラッシュメタルバンド・スレイヤーのギタリスト。
元メガデスのギタリストとしても知られる。

## 来歴
カリフォルニア州ロサンゼルス出身。父親は飛行機部品の検査員、母親は電話会社の従業員で比較的裕福な家庭で育った。十代の頃ギターを始め、1981年にジェフ・ハンネマンと出会ったことがきっかけとなりスレイヤーを結成。きっかけは、とあるバンドのギターリストのオーディションを受けた後にジェフ・ハンネマンから声をかけられたことによる。始めた当時はセッション・ドラマーと共にJudas PriestやIron Maidenのカバーをしていた。1984年に一時メガデスのギタリストを務めたことを除いては、現在まで一貫してスレイヤーのメンバーであり、すべてのアルバムに参加している。

## 人物

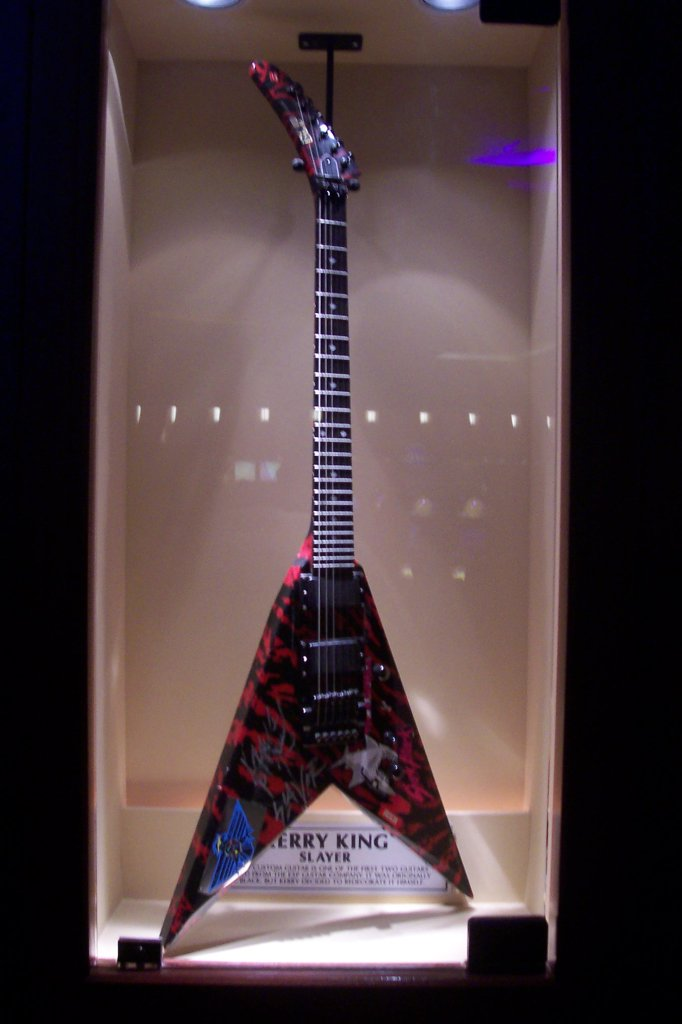
愛用のギター『B.C.Rich KKV』

- 二度結婚している。現在の妻・アイシャ(Aisha King)の前に結婚した女性との間に「Shyanne Kymberlee King」という名の子供がいる。
- 以前は典型的なロングヘアーであったが、禿げ始めたのでスキンヘッドにした。その後頭部を含め上半身全体にわたってタトゥーが彫られており、長い髭、大量の五寸釘を打ったリストバンドと共に彼のシンボルとなっている。ちなみに彼が所持しているB.C.Richギターの中には、右腕のトライバル柄を彫ったタトゥー師に作ってもらったデザインのものがある。リストバンドについては、その重さ故に演奏に支障を来たしていたばかりか、腕の腱や靭帯にも影響を及ぼすようになったために現在は着用するのを止めている。また近年は体格が大きくなっていることもあって、デビュー当時とのルックスの差が大きい。
- 無神論者であり、宗教に対して「（人生における何か物事を）自らの力で克服・達成することのできない、弱い人間のための松葉杖だ」「世界的に公式に認められた洗脳行為」という見解を持っている。ジェフと共に作曲に参加することがある一方多くの作詞も手がけており、歌詞の内容は悪魔主義に関するものが多い。しかし、彼は神も悪魔も信じていないと主張している。
- 極端な偏食で、野菜が一切食べられないという。ハンバーガーの中の玉ねぎも片っ端から取り去って食べるという偏食振りで、「BURRN!」誌のインタビューで「野菜を食べろと言うならポテトを食べるよ。あれだって野菜だろ？」とインタビューで語ったことがある程である。
- 「軽いピッキングでヘヴィな音を作る」のが信条。対照的に、ジェフは演奏中に弦が切れてしまうほど強いピッキングでプレイする。
- そのルックスとは対照的に、インタビューでは積極的に発言するフレンドリーな人物である。

## ゲスト出演
- 元パンテラ、ダメージプランのギタリスト、ダイムバッグ・ダレルとドラマーのヴィニー・ポールと大変親しい関係にあり、パンテラのライブにゲスト参加して『Fucking Hostile』などの曲を演奏した他、レコーディングにもゲスト参加したことがある。また、2008年度のオズフェストのヘルイェーの公演にゲスト参加した。
- ロックを取り扱った日本のバラエティー番組「ROCK FUJIYAMA」に出演。レギュラー出演者であったマーティ・フリードマンとの紙相撲対決に参加したり、トーク中にジョークを飛ばすなど明るく、友好的な態度を見せた。
- 1986年にはビースティ・ボーイズの「No Sleep till Brooklyn」にゲスト参加。
- 2002年にはSum 41の曲「What We're All About」に参加し、ギターソロを担当。PVにも出演している。
- スウェーデンのスラッシュメタルバンド・ウィッチリーが2010年にリリースしたアルバムWitchkriegにゲスト参加し、アルバムと同名の曲でギターソロパートを担当、PVにも出演している。

## 使用機材
| Brand                     | Name                                  | Ref               |
| ------------------------- | ------------------------------------- | ----------------- |
| Guitars                   | Guitars                               | [ 1 ] [ 2 ] [ 3 ] |
| B.C. Rich KKV guitar      | Signature V                           | [ 1 ] [ 2 ] [ 3 ] |
| B.C. Rich KKW             | "Metal Master Warlock"                | [ 1 ] [ 2 ] [ 3 ] |
| B.C. Rich KKV             | "Speed V Handcrafted G2"              | [ 1 ] [ 2 ] [ 3 ] |
| B.C. Rich KKV             | "Beast V N.T."                        | [ 1 ] [ 2 ] [ 3 ] |
| B.C. Rich KKW             | "Wartribe" 7 string                   | [ 1 ] [ 2 ] [ 3 ] |
| Amplifiers and cabinets   |                                       | [ 1 ] [ 2 ] [ 3 ] |
| Marshall                  | JCM-800 2203KK (Signature Model)(x3)  | [ 1 ] [ 2 ] [ 3 ] |
| Marshall                  | Mode Four 4x12 Cabinets (x6)          | [ 1 ] [ 2 ] [ 3 ] |
| Effects                   |                                       | [ 1 ] [ 2 ] [ 3 ] |
| Boss                      | GE-7 Graphic EQ                       | [ 1 ] [ 2 ] [ 3 ] |
| Boss                      | TU-2 Chromatic Tuner                  | [ 1 ] [ 2 ] [ 3 ] |
| Dunlop                    | DCR-1SR Crybaby Rack Wah              | [ 1 ] [ 2 ] [ 3 ] |
| Dunlop                    | KFKQZ1 Q-Zone Pedal (signature model) | [ 1 ] [ 2 ] [ 3 ] |
| MXR                       | 10 Band EQ Pedal (signature model)    | [ 1 ] [ 2 ] [ 3 ] |
| Shure                     | UHF Wireless System                   | [ 1 ] [ 2 ] [ 3 ] |
| Voodoo Lab Ground Control | Pro floorboard                        | [ 1 ] [ 2 ] [ 3 ] |
| Eventide                  | H3000S Harmonizer                     | [ 1 ] [ 2 ] [ 3 ] |
| MXR                       | Smart Gate Pro                        | [ 1 ] [ 2 ] [ 3 ] |
| Radial Tonebone Trimode   | Classic Tube Distortion               | [ 1 ] [ 2 ] [ 3 ] |

| Name                                                                            | Ref         |
| ------------------------------------------------------------------------------- | ----------- |
| Accessories                                                                     | [ 1 ] [ 2 ] |
| Jim Dunlop Signature Strings                                                    | [ 1 ] [ 2 ] |
| Monster Cable                                                                   | [ 1 ] [ 2 ] |
| MM Guitar Picks                                                                 | [ 1 ] [ 2 ] |
| Kahler Tremolo System (model 2315)                                              | [ 1 ] [ 2 ] |
| Dragon Cases                                                                    | [ 1 ] [ 2 ] |
| EMG 81 (bridge) (only for 6-string)                                             | [ 1 ] [ 2 ] |
| EMG 85 (neck) (only for 6-string)                                               | [ 1 ] [ 2 ] |
| EMG SA (neck) (Used for 6-strings equipped with Fernandes Sustainer)            | [ 1 ] [ 2 ] |
| Fernandes FSK-401 Sustainer (neck) (Seated next to EMG S)                       | [ 1 ] [ 2 ] |
| Fernandes FSK-101 Sustainer (Neck) (For 6-string when neck pickup isn't needed) |             |
| EMG 81-7 (bridge) (only for 7-string)                                           |             |
| EMG 707 (neck) (only for 7-string)                                              |             |